# (15212) Iaroslavl
(15212) Iaroslavl est un astéroïde de la ceinture principale.

## Description
(15212) Iaroslavl est un astéroïde de la ceinture principale. Il fut découvert le 17 novembre 1979 à Nauchnyj par Lioudmila Tchernykh. Il présente une orbite caractérisée par un demi-grand axe de 2,79 UA, une excentricité de 0,14 et une inclinaison de 10,3° par rapport à l'écliptique.

## Compléments